# Andrei Kivilev
Andrei Mikhaïlovitch Kivilev (en russe : Андрей Михайлович Кивилёв), est un coureur cycliste kazakh né le 21 septembre 1973 à Taldykourgan (Kazakhstan) et mort à Saint-Étienne le 12 mars 2003 lors de l'édition 2003 de Paris-Nice.
Sa mort à la suite d'une chute incite l'Union cycliste internationale à rendre obligatoire le port du casque dans toutes les courses qu'elle organise.

## Biographie

### Carrière
Andrei Kivilev commence sa carrière en amateur en Espagne, puis rejoint l'équipe amateur française l'EC Saint-Étienne Loire sur les conseils de son compatriote Alexandre Vinokourov qui s'y trouve déjà. En 1998, il passe professionnel sous les couleurs de l'équipe Festina-Lotus. Ses premiers résultats sont modestes, ses meilleures performances étant une 5e place au Championnat de Zurich et une 7e au classement général du Critérium international. Il s'est pourtant fait remarquer par son style offensif ; l'US Postal de Lance Armstrong lui fait une proposition, mais il signe finalement chez AG2R en 2000. 
En 2001, il rejoint Cofidis, où sa carrière décolle véritablement : dans sa première année, il remporte la Route du Sud et une étape du Critérium du Dauphiné libéré, qu'il termine en cinquième position au classement général. Surtout, il se fait remarquer au cours du Tour de France 2001 : ayant perdu près de 18 minutes dans une bordure au cours de la quatrième étape, Kivilev n'est plus considéré comme dangereux, et peut participer à l'échappée fleuve de la huitième étape qu'il termine avec plus de 30 minutes d'avance sur le peloton. Grâce à ses talents de grimpeur, il parvient à perdre relativement peu de temps dans les étapes de montagne. Longtemps présent sur le podium, il perd toutefois sa troisième place au profit de Joseba Beloki dans le dernier contre-la-montre, terminant ainsi l'épreuve à la quatrième place. Au vu du passif en matière de dopage des coureurs le précédant au classement général final, Lance Armstrong étant déchu de sa première place en 2012, le journaliste Hervé Marchon de Libération présente Kivilev comme le vainqueur potentiel de ce Tour 2001.
En 2002, il se fait plus discret, à l'exception de places d'honneur dans Paris-Nice (quatrième au général) et du Dauphiné (cinquième).

### Mort
Le 11 mars 2003, au cours de la deuxième étape de Paris-Nice, alors qu'Andrei Kivilev tente de régler son oreillette, il chute violemment sur la tête. Tombé dans le coma, il est transporté à l'hôpital de Saint-Chamond, puis devant la gravité de son état, il est transféré à l'unité de soins intensifs de l'hôpital Bellevue de Saint-Étienne. Il y meurt au cours de la nuit suivante.
Andrei Kivilev laisse une femme, Natalia, et un fils de six mois, Leonard. Au cours de l'étape suivante de l'épreuve, le peloton lui rend hommage en neutralisant la course. Quelques jours plus tard, son ami Alexandre Vinokourov remporte la course.

## Suites de l'accident
L'accident relance immédiatement le débat sur le port du casque dans les courses cyclistes professionnelles car la mort de Kivilev aurait été évitée s'il avait porté un casque. Après sa chute mortelle, l'Union cycliste internationale (UCI) rend obligatoire le port du casque sur toutes les épreuves de cyclisme sur route, sauf lors de la dernière ascension si l'arrivée de la course est en altitude (arrivée au sommet). Cette règle est établie le 16 juin 2003 à Lausanne au siège de l'UCI. En 2005, le casque est imposé lors de l'ensemble de la course, sans exception.

## Palmarès et résultats

### Palmarès amateur
- 1994
  -  Médaillé d'or de la course en ligne des Jeux asiatiques
- 1995
  - Tour de Turquie
- 1997
  - Poly Sénonaise
  - 1re étape du Tour du Béarn
  - L'Ardéchoise
  - Circuit des Monts Vauclusiens :
    - Classement général
    - 3e étape

  - Commonwealth Bank Classic
  - 2e de la Route Creusoise
  - 2e du Tour du Béarn
  - 2e du Grand Prix de Charvieu-Chavagneux
  - 2e du Prix de la Ville de Contrexéville
  - 3e du Grand Prix de Saint-Symphorien-sur-Coise

### Palmarès professionnel
| - 1998 - 4e étape du Tour méditerranéen (contre-la-montre par équipes) - 2e du Tour du Chili - 1999 - 5e du Championnat de Zurich - 2000 - 2e du Tour du Haut-Var - 3e du Trofeo Laigueglia - 8e de la Classique de Saint-Sébastien - 8e du Championnat de Zurich - 9e du Critérium du Dauphiné libéré - 2001 - 5e étape du Critérium du Dauphiné libéré - Route du Sud - 4e du Tour de France - 5e du Critérium du Dauphiné libéré | - 2002 - 3e de la Route du Sud - 4e de Paris-Nice - 4e de la Classique de Saint-Sébastien - 5e du Critérium du Dauphiné libéré - 8e du Grand Prix du Midi libre - 2003 - 3e du Tour du Haut-Var |  |

### Résultats sur les grands tours

#### Tour de France
3 participations
- 2000 : 32e
- 2001 : 4e
- 2002 : 21e

#### Tour d'Italie
1 participation
- 1998 : 53e

#### Tour d'Espagne
1 participation
- 1999 : abandon (11e étape)

## Hommage
En hommage à Andreï Kivilev, l'EC Saint-Étienne Loire organise chaque année en automne « La montée Kivilev », une épreuve chronométrée ouverte à tous (licenciés ou non) entre Sorbiers et Saint-Christo-en-Jarez, par le col de la Gachet. Une stèle à sa mémoire a été érigée sur la ligne de départ de cette épreuve.
À Saint-Étienne, un rond-point situé près de l'arrivée du Grand Prix de Saint-Étienne Loire porte son nom en son souvenir.